# Sphaerobasidium gloeocystidiatum
Sphaerobasidium gloeocystidiatum är en svampart som beskrevs av Boidin & Gilles 2000. Sphaerobasidium gloeocystidiatum ingår i släktet Sphaerobasidium och familjen Hydnodontaceae.   Inga underarter finns listade i Catalogue of Life.